# George Brudenell-Bruce
Pour les articles homonymes, voir George Brudenell-Bruce (2e marquis d'Ailesbury) et George Brudenell-Bruce (4e marquis d'Ailesbury).
George William James Chandos Brudenell-Bruce (21 mai 1873 - 4 août 1961) est un soldat britannique.

## Jeunesse et éducation
Il est le fils de Henry Brudenell-Bruce (5e marquis d'Ailesbury) et de Georgiana Sophia Maria Pinckney. Il fait ses études à la Westminster School. Il succède à son père comme marquis à la mort de ce dernier le 10 mars 1911.

## Carrière
Lord Ailesbury sert dans le 3e bataillon, Argyll and Sutherland Highlanders; le Royal Wiltshire Yeomanry ; le Yeomanry du Middlesex ; et le Wiltshire Regiment.
Il est promu au grade de capitaine le 3 septembre 1898. Il combat avec le Royal Wiltshire Yeomanry pendant la seconde guerre des Boers, pour laquelle il est mentionné dans dépêches et est nommé à l'Ordre du Service distingué en novembre 1900. Il est nommé capitaine en mai 1902. À partir de 1914, il participe à la Grande Guerre, au cours de laquelle il est à nouveau mentionné dans les dépêches et décoré de la Décoration Territoriale.
Il est investi Chevalier de Grâce de l'Ordre de Saint-Jean de Jérusalem. Il est nommé sous-lieutenant de Wiltshire le 19 juillet 1920 et est juge de paix.
Il est impliqué dans la politique conservatrice et de droite et, dans les années 1920, il est membre des fascistes britanniques réactionnaires .
Selon son fils Cédric 7e marquis Ailesbury, George "Chandos" est à l'origine du processus de conversion du domaine familial et de sa forêt environnante en un dépôt de munitions et une base militaire pendant la Seconde Guerre mondiale, un emplacement idéal, car les arbres fournissaient un couvert contre les avions espions nazis.

## Famille
Marié trois fois, Lord Ailesbury épouse sa première femme, Caroline Sydney Anne Madden, fille de John Madden et Caroline Clements, le 21 mars 1903. Ils ont trois enfants, Cedric Brudenell-Bruce (7e marquis d'Ailesbury) (1904-1974); Lady Ursula Daphne Brudenell-Bruce (1905-1991), qui épouse Alfred Thomas Taylor en 1944; et Lady Rosemary Enid Brudenell-Bruce (1907-1985). Caroline est décédée le 5 mai 1941.
Lord Ailesbury se remarie à Mabel Irene Lindsay, fille de John Samuel Lindsay, le 21 février 1945. Elle est décédée le 26 juin 1954. Enfin, il épouse en troisièmes noces Alice Maude Emily Pinhey, fille du capitaine John Forbes Pinhey, le 9 juillet 1955. Elle est décédée le 9 février 1960.